# Melkart

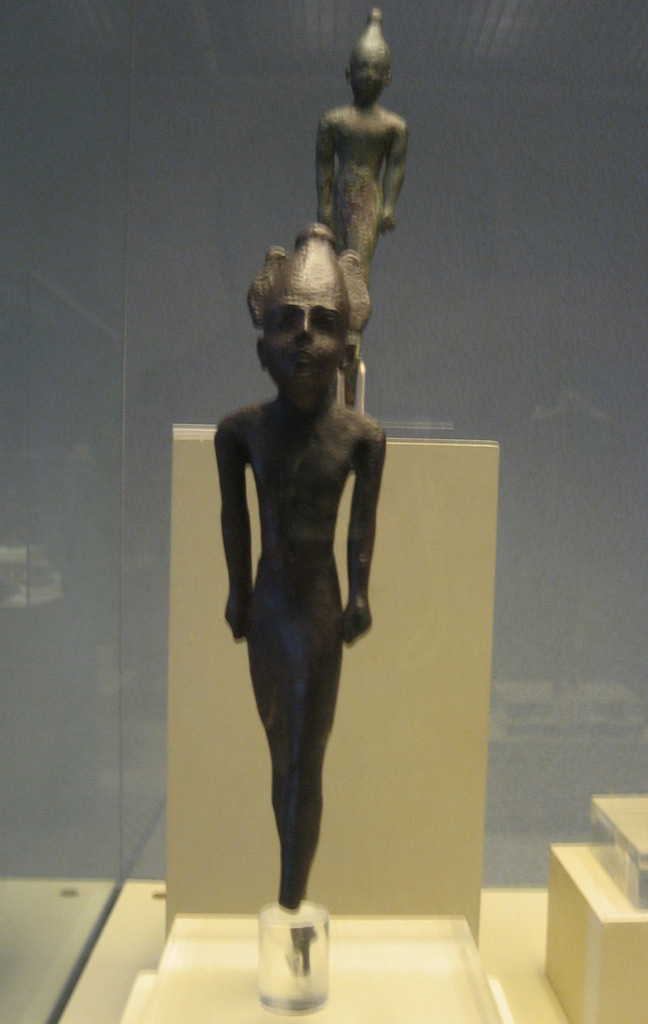
Dos de los cinco bronces fenicios arcaicos encontrados en el entorno del Islote de Sancti Petri (San Fernando, Cádiz, España). La estatuilla situada delante representa a Melkart y la que se encuentra atrás a Baal Hammon, siglos VIII-VII a. C.

Melkart era una divinidad fenicia de la ciudad de Tiro, a la que estuvo consagrado en un principio el templo de Heracles en la antigua ciudad de San Fernando. Su culto, centrado en el fuego sagrado de las ciudades, se extendió por todas las colonias de Tiro. 
Era la forma fenicia del dios Baal. Originariamente era un dios agrícola, del campo, la vegetación, la fecundidad y la primavera, por lo que su ritual comprendía una serie de ritos de muerte y resurrección cíclicos anuales, coincidentes con las estaciones del año. No obstante, también era una deidad marina, pues era una divinidad de carácter sincrético. Pasó luego a ser considerado «rey de la ciudad», que es el significado etimológico de su nombre (melk, rey), y como patrono de la ciudad de Tiro se transformó también en dios de la colonización y de la protección de la navegación.
Tradicionalmente, pero pronunciado a propósito como Molek en vez de Melek, utilizando las vocales de la palabra hebrea bosheth (ignominia), se le ha interpretado como Moloch el nombre de un dios, probablemente denominado «el rey». Sin embargo, en otros pasajes del dios de los amonitas, es llamado Milcom, no Moloch (Libro de los Reyes 1 - 11.33, y Sofonías 1,5). La Septuaginta lo llama Milcom en Reyes 1 - 11.7 en vez de Moloch, aunque esto sugiere un posible error en la transcripción del hebreo. Como consecuencia, muchas traducciones inglesas lo denominan Milcom.
Los tirios lo consideraban el guía de sus viajes marítimos y exploraciones, de modo que le consagraron el templo fundado al mismo tiempo que la ciudad de Cádiz en el otro extremo de la isla mayor, donde hoy se encuentra el islote de Sancti Petri y en el que, según la leyenda, Aníbal hizo el juramento de odio eterno a los romanos antes de marchar hacia Sagunto e iniciar la segunda guerra púnica. Aunque también se decía que lo hizo siendo un niño en Cartago. Fue conocido en la antigüedad como el santuario de Heracles o Heracleión. Su decadencia comenzó con la prohibición del culto en los templos politeístas por el emperador Teodosio, posteriormente se construyó en su lugar el Castillo de Sancti Petri. 
El lugar en donde fue situado el templo inicial en Cádiz, cerca del estrecho de Gibraltar, fomentó la leyenda de la separación de las Columnas de Hércules, en principio llamadas Columnas de Melkart por los fenicios, más tarde Columnas de Heracles por los griegos hasta el actual nombre romano.
Se le atribuía la civilización de las tribus salvajes de las costas lejanas, la fundación de las colonias fenicias y la introducción de la ley y el orden entre los hombres.
En diversos restos arqueológicos, entre los que destacan las monedas, se lo representa a menudo cabalgando en un hipocampo. En la época tardía de la civilización fenicia, también se lo consideraba el dios del Sol que se encontraba en unión con Baal y Moloch, las fuerzas malignas y benignas del cielo, respectivamente. Alejaba la hostilidad entre ambos y, por tanto, reducía el efecto del fulgor solar y de los fríos invernales. Es por ello que en su altar debía haber un fuego perenne.
Cada día seguía a la esquiva Astarté hasta que él la encontraba en un punto remoto de Occidente y se desposaron, matrimonio que trajo la perdición de la diosa y la transformó en la dulce Ashera. 
Los griegos lo llamaban Melicertes y lo comparaban con Heracles, por los atributos guerreros que lo caracterizaban. Su templo descrito y admirado por Heródoto, se hallaba en un islote delante de la costa tiria:

Y con ánimo de obtener sobre el particular información precisa de quienes podían proporcionármela, navegué también hasta Tiro de Fenicia, al enterarme de que allí había un santuario consagrado a Heracles erigido por los fenicios. Lo vi ricamente adornado, y entre muchas otras ofrendas había dos estelas sagradas, una de oro puro y la otra de esmeralda que de noche refulgía extraordinariamente. Pregunté a los sacerdotes cuánto tiempo hacía que había sido erigido el templo y no coincidían con los griegos, ya que sostenían que el santuario fue levantado durante la fundación de la ciudad y que hacía mil trescientos años que la habitaban. Vi también en Tiro un santuario dedicado a Heracles bajo la advocación de Heracles Tasio. Fui a la ciudad de Tasos donde hallé un templo de Heracles héroe alzado por los fenicios que zarparon para raptar a Europa y fundaron esta ciudad. Estos hechos son anteriores, por lo menos en cinco generaciones al nacimiento de Heracles, hijo de Anfitrión, en Grecia. Mis averiguaciones demuestran que Heracles es un dios antiguo, y opino que, han acertado los griegos al erigir templos a dos Heracles; a uno le ofrecen sacrificios como a un inmortal bajo la advocación de Olímpico, mientras que al otro le tributan honores como a un héroe.
 Heródoto,  Historia ii.44